# ヴァンビューレン郡 (テネシー州)
ヴァンビューレン郡（英: Van Buren County）は、アメリカ合衆国テネシー州の中央部に位置する郡である。2010年国勢調査での人口は5,548人であり、2000年の5,508人から0.7%増加した。郡庁所在地はスペンサー（人口1,601人）であり、同郡で人口最大の都市でもある。

## 歴史
ビッグボーン洞窟は米英戦争の時代に大きな硝石鉱山だった。採鉱は1806年に始まり、少なくとも1815年に米英戦争が終わるまで続いた。1811年に作業者によって絶滅した大型の地上性ナマケモノの大きな骨が発見されたことで、洞窟の名前がついた。トム・バーに拠れば、南北戦争のときには300人ほどの労働者が洞内で働き、入り口近くに置かれた濾し樽まで硝石を含む土を運んでいたとされている。米英戦争と南北戦争の双方で操業された名残が多く洞内に残されており、保存状態も良い。

## 地理
アメリカ合衆国国勢調査局に拠れば、郡域全面積は275平方マイル (710 km2)であり、このうち陸地273平方マイル (710 km2)、水域は1平方マイル (2.6 km2)で水域率は0.42%である。

### 州立公園と特徴的な地形

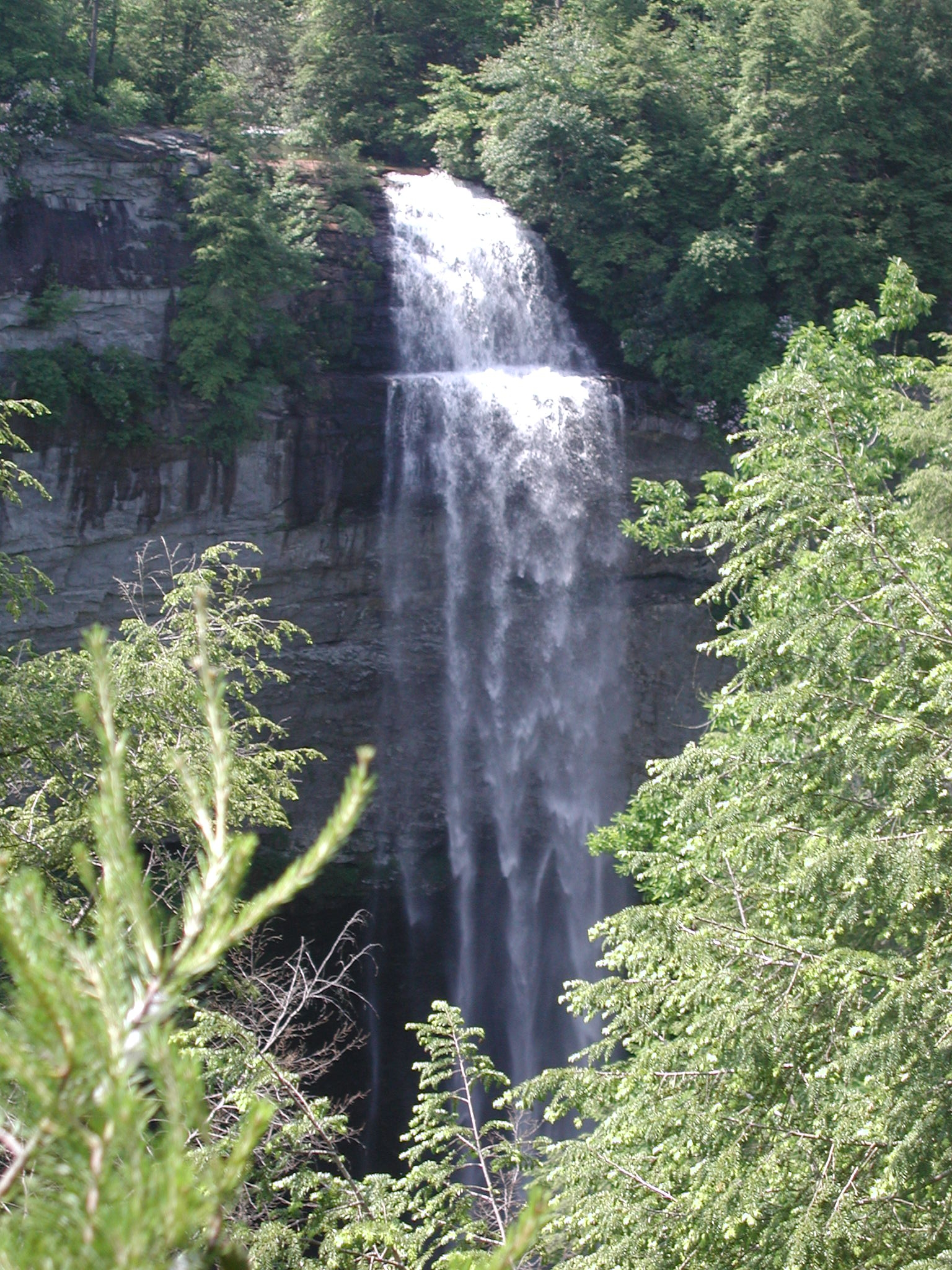
フォールクリーク滝

フォールクリーク滝州立公園はヴァンビューレン郡とブレッドソー郡の郡境に跨ってあり、郡内の主要な観光地になっている。
ビッグボーン洞窟は郡北西隅にある。州内では最もよく知られた歴史ある洞窟である。前史時代のインディアンが石膏や塩を採掘し、米英戦争と南北戦争の時代には、州内でも最大級の硝石鉱山だった。1811年に採鉱していた抗夫が大型の地上性ナマケモノの骨格を発見したことから名付けられた。洞内には木製の硝石採鉱用道具が多く保存状態も良く残っており、洞内の異常な乾燥度によるものである。

### 隣接する郡
- ホワイト郡 - 北
- カンバーランド郡 - 北東
- ブレッドソー郡 - 東
- シクアッチー郡 - 南
- ウォーレン郡 - 西

## 人口動態

人口ピラミッド

以下は2010年の国勢調査による人口統計データである。
| 基礎データ - 人口: 5,548人 - 世帯数: 2,096 世帯 - 人口密度: 8人/km2（20人/mi2） - 住居数: 2,673軒 - 住居密度: 3軒/km2（10軒/mi2） 人種別人口構成 - 白人: 97.5% - アフリカン・アメリカン: 0.7% - ネイティブ・アメリカン: 0.3% - アジア人: 0.2% - 混血: 0.9% - ヒスパニック・ラテン系: 0.9% | 年齢別人口構成 - 20歳未満: 23.2% - 20-29歳: 8.8% - 30-39歳: 12.4% - 40-49歳: 13.4% - 50-59歳: 16.8% - 60-69歳: 14.7% - 70歳以上: 10.7% - 年齢の中央値: 44.5歳 - 性比（女性100人あたり男性の人口） - 総人口: 99.2 世帯と家族（対世帯数） - 18歳未満の子供がいる: 293% - 結婚・同居している夫婦: 54.9% - 未婚・離婚・死別女性が世帯主: 11.7% - 非家族世帯: 28.0% - 単身世帯: 24.3% - 65歳以上の老人1人暮らし: 30.6% - 平均構成人数 - 世帯: 2.43人 | 収入と家計 - 収入の中央値 - 世帯: 29,087米ドル - 人口1人あたり収入: 17,160米ドル - 貧困線以下 - 対人口: 24.6% |

## 都市と町
- ボーンケーブ — 未編入の町
- スペンサー — 法人化された町 - 郡庁所在地